# Semovente L.40 47/32
Le Canon automoteur L40 47/32 Semovente était un canon d'assaut conçu par la société Ansaldo et fabriqué par le groupement Fiat-SPA / Ansaldo sur commande de l’armée de terre italienne (Regio Esercito). Il a été employé durant la Seconde Guerre mondiale.

## Histoire
Le Semovente L40 47/32 fut envisagé pour remplacer les canons d'accompagnement anti-chars 47/32 Mod. 1935 dans les compagnies de Bersagliers. Conçu par la société italienne Ansaldo, le matériel fut présenté au centre d'Études de la Motorisation militaire le 10 mai 1941. Il a fait l'objet d'une commande initiale de 283 exemplaires qui sera portée à 460 en mai 1943. Il était fabriqué par le groupement FIAT-SPA de Turin sur la même chaîne que le char Fiat L6/40 qu'il remplaçait.
Au moment de la signature de l'armistice de Cassibile, le Regio Esercito (l'armée de terre italienne) avait engagé plus de 280 exemplaires de L40 sur tous les théâtres d'opérations de la Seconde Guerre mondiale, excepté en Afrique Orientale Italienne. 78 exemplaires furent saisis par l'armée allemande pour équiper la Wehrmacht et la Luftwaffe ; ils furent renommés StuG L6 mit 47/32 630. La Wehrmacht en fit fabriquer 52 exemplaires supplémentaires en 1943 et 22 en 1944. Une dizaine de L40 seront utilisés par l'armée de la République sociale italienne.

## Description
Le Semovente L40 a été conçu sur la base du char léger Fiat L6/40 afin de pouvoir y ajouter un canon anti-char de 47 mm.
Il fut, avec le Fiat L6/40 le principal blindé employé par les troupes italiennes qui luttèrent sur le front russe.

### Armement
L'armement était composé d'un canon antichar de 47/32 Mod. 1935, le même que celui qui équipait le char d'assaut moyen Fiat M13/40.

### Les différentes versions
- L40 Centro Radio : version disposant d'un équipement radio supplémentaire, resté au stade de prototype,
- Char de Commandement L40 : sera développé en deux variantes
  - char de commandement de peloton canons d'assaut ;
  - char de commandement de compagnie de canons d'assaut[1]. En plus d'un équipement radio supplémentaire, le canon était remplacé par une mitrailleuse Breda Mod. 38 de 8 mm. Après la signature de l'armistice cette version fut également retenue et utilisée par la Wehrmacht et rebaptisée PzBefWg L6 770(i).[2]

## Engagements

### Opérations en Russie et dans les Balkans
Depuis le mois d'août 1942, un grand nombre de L40 furent utilisés par la 3ª Division Rapide "Principe Amedeo Duca d'Aosta" qui faisait partie du CSIR (le Corps Expéditionnaire Italien en Russie). Le IVème Groupe blindé du 13ème Régiment "Cavalleggeri de Monferrato" en utilisa également en Albanie.

### Opérations enAfrique du Nord
Les L40 étaient également en dotation auprès des grandes unités blindées : la 132e division blindée Ariete et la 133e division blindée Littorio. Ils furent également utilisés lors des opérations de la seconde bataille d'El Alamein. Mais ce sera durant la campagne de Tunisie que les L40 seront le plus sollicités.

### Opérations enItalie
Jusqu'à la signature de l'armistice, les L40 furent en dotation auprès des unités suivantes de l'armée italienne (Regio Esercito) :
- 6ème Armée de Sicile durant l'Opération Husky ;
- 135ème Division blindée "Ariete II" : les L40 en dotation au 8ème Régiment "Lancieri de Montebello" furent quasiment tous détruits durant la Bataille de Rome ;
- 136ème Division blindée "Centauro II" : elle assura la défense de Rome.

Après la signature de l'Armistice de Cassibile, le 3 septembre 1943, les rares exemplaires disponibles non réquisitionnés par l'armée allemande furent répartis dans les unités suivantes de l'Armée Nationale Républicaine italienne :
- L'escadron blindé "San Giusto" : 2 exemplaires ;
- Le regroupement anti Partisans (RAP) : 2 exemplaires ;
- Le Ier Bataillon Bersaglieri volontaires "Benito Mussolini" : 1 exemplaire ;
- Le groupe blindé "Leonessa" : 5 exemplaires.

## LesSemoventeL40 de la Wehrmacht
Il est important de savoir que ce canon automoteur fut le premier projet développé en Italie de "chasseur de chars". Ce concept était totalement nouveau.
Auparavant, l'armée allemande s'était contentée d'installer sur des chars légers français obsolètes saisis comme prises de guerre, les Hotchkiss H35 et Renault R-35, des pièces d'artillerie françaises ou allemandes de 47 à 50 mm, mais de manière provisoire. Ils utilisaient ainsi des chars saisis lents, mal armés et mal protégés. Le Semovente a été le déclencheur de la demande des armées étrangères de blindés chasseurs de chars.
Après l'armistice de Cassibile du 3 septembre 1943, la Wehrmacht "récupéra" 86 exemplaires de L40 SP qui furent renommés "StuG L6 mit 43/32 630(i)" avec le (i) pour rappeler l'origine italienne. En septembre 1943, elle commanda 120 exemplaires d'une variante désignée "G" qui furent livrés entre octobre 1943 et octobre 1944. Il s'agissait d'un modèle équipé du poste radio RF 1 CA, de flancs de casemate rehaussés et armé d'une mitrailleuse Breda 38 munie d'un bouclier.